# Nilüfer Hatun
Nilüfer Hatun (osmanskou turečtinou: نیلوفر خاتون, rodným jménem Holofira) byla konkubína druhého osmanského sultána Orhana I. a Valide Sultan během vlády svého syna, sultána Murada I. Některé zdroje uvádí, že byla matkou i prvního syna Orhana, Suleymana Pashi. Toto tvrzení je však sporné.

## Život
Tradiční příběh o jejím původu je, že pocházela z Byzantské říše a jmenovala se Holofira. V některých příbězích se píše, že ji dostal sultán Osman I. jako dárek a ten ji daroval svému synu, princi Orhanovi a ten se s ní oženil.
Holofira však byla jen jedna z mnoha, která byla Orhanovi darována.
Nicméně moderní prověřování tohoto příběhu ukázalo, že toto jsou nejspíš skutečné události.
Její osmanské jméno Nilüfer, které dostala v harému znamená v perštině vodní lilie, podle čehož mnozí usuzují, že mohla být perská otrokyně.
Podle některých byla dcerou prince Yarhisara z Byzantské říše; princezna Helen (Nilüfer), která měla předky v Řecku. Je pohřbena spolu se sultány Osmanem I. a Orhnem I. v Burse.